# Jagdreiten

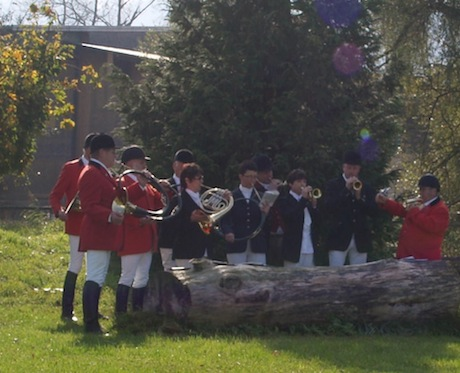
Jagdhornbläser zu Beginn einer Reitjagd

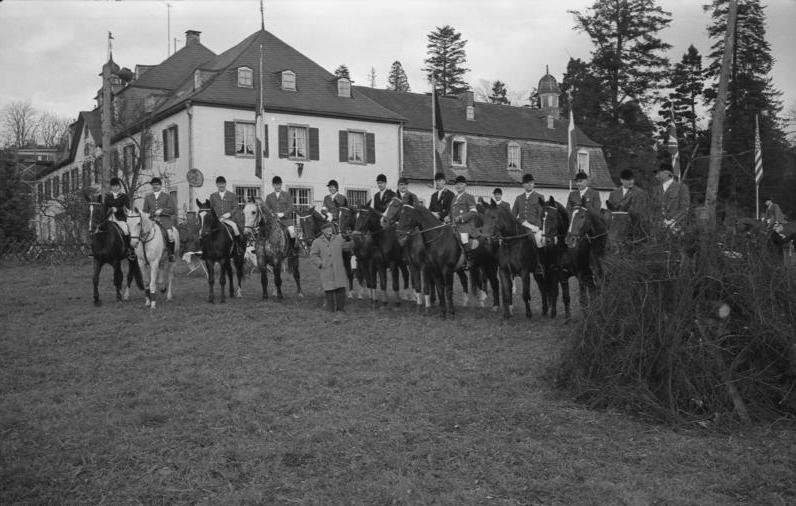
Der Jagdherr erklärt die Jagdregeln beim Stelldichein einer Hubertusjagd, Schloss Auel, 1961

„Reitschuljagd“ von Angelo Jank, datiert 1910

Jagdreiten ist organisiertes Ausreiten ins Gelände. In geführten Gruppen, sogenannten „Jagdfeldern“, wird eine vorgegebene Geländestrecke über Boden wie gewachsen und
über Hindernisse geritten. Eine Besonderheit ist es, im Pulk querfeldein lange Strecken zu galoppieren und dabei springen zu können. Mangels Hindernissen, wegen möglicher Flurschäden und asphaltierter Wege ist das in Deutschland sonst kaum möglich. Anders als die Parforcejagd ist Jagdreiten reiner Pferdesport beziehungsweise Hundesport. Es wird also kein Wild gejagt.
Fuchsjagden werden ohne Hunde geritten. Bei Schleppjagden ist eine Hundemeute dabei, die eine „Schleppe“ (künstliche Duftspur) verfolgt. Schleppjagden sind ein Sport ohne Wettkampf. Im Mittelpunkt steht der gemeinsame Ausritt mit anderen Reitenden und den Hunden. Bei Fuchsjagden gibt es dagegen mit dem Fuchsschwanzgreifen ein Wettkampfelement.
An Jagden können Reitende verschiedener Altersgruppen gemeinsam teilnehmen. Da die Jagdsaison durch die Brut- und Setzzeit limitiert ist, betreiben Reitende den Jagdsport, die aus verschiedenen Reitdisziplinen kommen. Es gibt reine Freizeitreitende, die an einer Veranstaltung teilnehmen möchten, und Sportreitende aus Springsport, Dressur und Eventing, die nach der Turniersaison in der Natur reiten und an dem gesellschaftlichen Leben beim Jagdreiten teilnehmen wollen.

## Reitjagden

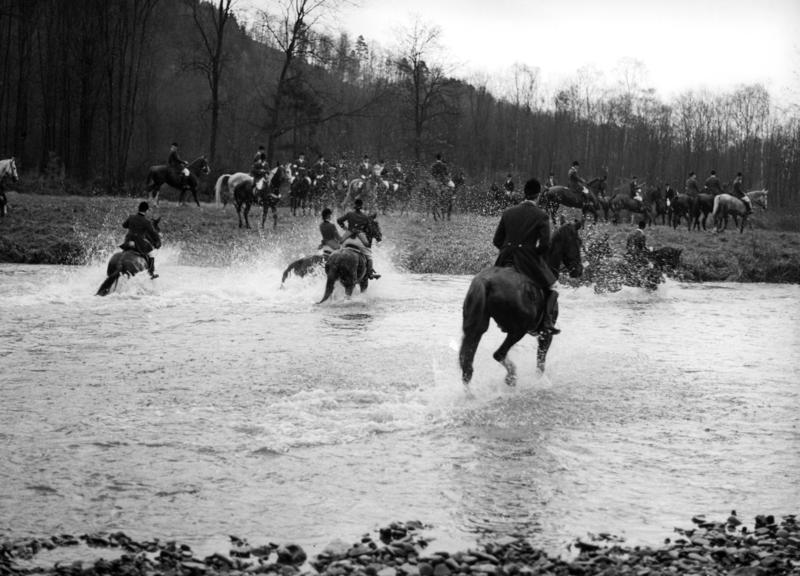
Wasserdurchquerung bei einer Reitjagd

Eine organisierte Reitjagd ist eine Gelegenheit für einen langen, schnellen Ritt durch unbekanntes Gelände. Auf der Jagdeinladung ist angegeben, ob es sich um eine Fuchsjagd ohne Hunde oder eine Schleppjagd mit Hundemeute handelt, ob es einen Fahrdienst für die Zuschauer gibt, oder ob sie geführt werden. Die Länge der Jagdstrecke (meist 15–25 km), sowie Anzahl und maximale Höhe der Hindernisse sind angegeben, damit die Reitenden sich und ihre Pferde entsprechend vorbereiten können. Auf der Jagdstrecke befinden sich natürliche und angelegte feste Hindernisse, wie Hecken, Gräben, Mauern, Zäune, Wasserdurchquerungen, Baumstämme. Zusätzliche Anforderungen sind Bergauf- oder Bergabklettern.

### Organisation
Die Jagdstrecke wird mit den Landbesitzern abgesprochen, so dass die Stoppelfelder noch nicht gepflügt sind und Wiesen vor der Jagd gemäht werden. Aus diesem Grund finden die meisten Jagden im Herbst nach der Ernte statt. Ein Reitverein, der unter dem Jahr die Belange der Landwirtschaft und der Waldwirtschaft beachtet, erhält eher die Erlaubnis für die Jagdstrecke. Es wird allgemein schwieriger, Reitjagden zu veranstalten, da die fortschreitende Zersiedelung der Landschaft es erschwert, eine geeignete zusammenhängende Jagdstrecke zu finden. Für Schleppjagden ist es wichtig, dass die Hunde ihre Arbeit ungestört verrichten können. Große Flächen finden sich oftmals noch bei Gütern, Schlössern oder ehemaligen Truppenübungsplätzen. Hier sind besonders lange Galoppstrecken möglich. Der Organisationsaufwand für den veranstaltenden Reitverein ist vergleichbar mit dem Aufwand für ein Turnier. Bei großen Jagden sind, wie bei einem Turnier, ein Sanitätsdienst anwesend und das Publikum wird zu den interessantesten Stellen der Jagdstrecke geführt. Für den Bau der Hindernisse und die Bewirtung sind meist zahlreiche ehrenamtliche Helfer im Einsatz.
Die lokale Presse berichtet während der Saison häufig über größere Reitjagden. Auch Pferdezeitschriften berichten im Herbst über Reitjagden und veröffentlichen Jagdtermine.

### Ausrüstung
Bei Reitjagden wird meistens normale Turnierkleidung getragen: dunkle Jacke, helle Hosen, Stiefel und eine splittersichere Jagdkappe. Es gibt auch rote Röcke und Stulpenstiefel. Die Equipage ist die Begleitung der Hundemeute bei einer Schleppjagd, trägt dagegen meistens Jagdröcke aus Wolle mit langen Schößen in den Vereinsfarben der Meute und ein Plastron aus Wolle.
Im springenden Feld wird ein geeigneter Sattel benötigt, also kein Westernsattel mit Horn. Häufig werden die Pferdebeine mit Gamaschen geschützt. Bei Bedarf dienen Vorderzeug und Schweifriemen dazu, den Sattel beim Springen zu fixieren. Bei weichem Boden können Hufeisen mit Stollen das Ausrutschen verhindern, dazu kann wenn nötig ein Stollenschutzgurt den Pferdebauch vor den Stollen schützen.

### Vorbereitung
Zur Vorbereitung auf eine Jagd gehört ein der Länge und der Schwierigkeit der Jagd entsprechendes Training für Pferd und Reitende. Zum Reiten im Pulk gehört der ruhige Galopp nebeneinander (nicht hintereinander), in angemessenem Abstand an anderen Pferden vorbei zu galoppieren, andere Pferde passieren zu lassen, ohne dass eines der Pferde dabei schneller wird, und im Pulk enge Wendungen zu reiten, wie beim Abbiegen auf einen Waldweg. Das Konditionstraining wird auf die Streckenlänge abgestimmt, wobei ein feuchter, schwerer Untergrund, beispielsweise ein herbstliches Stoppelfeld, mehr Kondition erfordert, als ein trockener, federnder Wiesenweg. Je nach Gelände und Schwierigkeitsgrad der Jagd gehören Bergauf- und Bergabgalopp zur Vorbereitung. Für das springende Feld erfordert das Springen aus hohem Tempo eine spezielle Vorbereitung. Bei einer Jagd werden die Pferde vor dem Sprung nicht versammelt, sondern springen aus vollem Lauf, damit kein gefährlicher Stau vor den Sprüngen entsteht. Beim Geländetraining werden Hindernisse wie das Durchreiten von Gräben und Wasser, das Überreiten von Wällen, Bergaufsprünge, Tiefsprünge und Wasserhindernisse trainiert.

### Stelldichein
Vor dem Stelldichein wird das Jagdgeld („cap fee“) entrichtet, manchmal gibt es ein Jagdbuch, in das man sich eintragen kann, um im nächsten Jahr wieder eine Einladung zu erhalten.
Zum Stelldichein trifft sich das Jagdfeld auf einer Wiese oder dem Reitplatz. Der Jagdherr begrüßt die Reiter, die sich für die Einladung bedanken. Bei einer Vereinsjagd ist der Jagdherr oder die Jagdherrin meistens das Mitglied, das die Organisation in die Hand genommen hat. Die Jagdregeln und Besonderheiten der Jagdstrecke werden erklärt. Vor dem Aufbruch zur Jagd ruft der Jagdherr dreimal Horrido und die Jagdreitenden antworten jeweils mit „Jo-Ho“.

### Jagdregeln
Beim Jagdreiten müssen verschiedene Regeln eingehalten werden, um Risiken zu vermeiden. Zu den Jagdregeln gehört, dass der Master, der das Feld führt, nicht überholt wird, damit die Hunde nicht gefährdet werden und der Master das Feld lenken kann. Es muss Strich geritten werden, das heißt, das Jagdfeld darf nicht gekreuzt werden. Reiter/-innen, die quer zum Feld reiten, gefährden sich und andere. Wenn das Pferd verweigert, muss der Sprung sofort freigegeben werden, also zur Seite geritten werden, damit kein Stau entsteht und die nächsten Pferde springen können. Ein Pferd, das zum Ausschlagen neigt, muss mit einer roten Schleife im Schweif gekennzeichnet werden.

### Ablauf
Jedes Jagdfeld wird von einem eigenen Feldmaster geführt. Ein Feld besteht meist aus 20–25 Reitenden. Im ersten Feld wird gesprungen, das zweite ist meistens ein Nichtspringer-Feld. Mitunter gibt es Felder mit einer einfacheren Streckenführung, in denen langsamer geritten wird, aus Rücksicht auf Ponys, ältere Pferde oder unerfahrene Reitende. Am Ende des letzten Jagdfeldes reitet ein Schlusspikör, der die Aufgabe hat, Zurückbleibenden zu helfen. Nach der Hälfte der Jagdstrecke gibt es eine große Pause.
Reitjagden werden häufig von einer Jagdhornbläsergruppe begleitet. Die Jagdhornbläser führen unterschiedlich gestimmte Hörner mit und blasen Jagdsignale beim Stelldichein und an gut zugänglichen Stellen der Jagdstrecke, an denen die Hindernisse einsehbar sind und zu denen die Zuschauer geführt werden. Das Publikum wird zu den interessanten Aussichtspunkten meist in geländegängigen Fahrzeugen oder Traktoren mit Kremser-Anhängern gefahren, mitunter gibt es einen Fahrdienst mit Kutschen. Die Bläsergruppe bläst zum Aufsitzen zu Beginn der Jagd und nach der Pause. Zum Abschluss der Jagd bläst sie „Fuchs tot“ und „Halali“. Dann versorgen die Reiter/-innen ihre Pferde.
Der gesellige Teil, das Schüsseltreiben oder Jagdgericht, direkt im Anschluss an die Jagd, beschließt die Jagd. Beim Jagdgericht büßen die Reiter/-innen Verstöße gegen die Jagdregeln (z. B. Weg abgeschnitten), indem sie eine Runde spendieren. Manchmal wird direkt im Anschluss an die Reitjagd ein Jagdball veranstaltet.

## Besonderheiten der Fuchsjagd ohne Meute
Die meisten deutschen Reitvereine, insbesondere die ländlichen Reitvereine, veranstalten im Herbst, nach der Turniersaison, Fuchsjagden. Auch in Österreich, der Schweiz, Polen, Schweden und Dänemark werden Fuchsjagden veranstaltet. Oft heißen sie in manchen Ländern Hubertusjagd. Wiederum reitet der „Fuchs“ voraus. Die Rolle des Fuchses übernimmt zum Beispiel der erfolgreiche Jäger des Vorjahres oder der einladende Jagdherr. Die Reitenden folgen dem Master in verschiedenen Feldern und überqueren dabei die Hindernisse. Am Ende der Jagd findet ein Fuchsschwanzgreifen statt. Das Fuchsschwanzgreifen kann auf verschiedene Art und Weise durchgeführt werden. Neuerdings gibt es beispielsweise die Fuchsschwanzsuche zu Fuß, die nach dem Ritt stattfindet.

### Fuchsschwanz an der Schulter

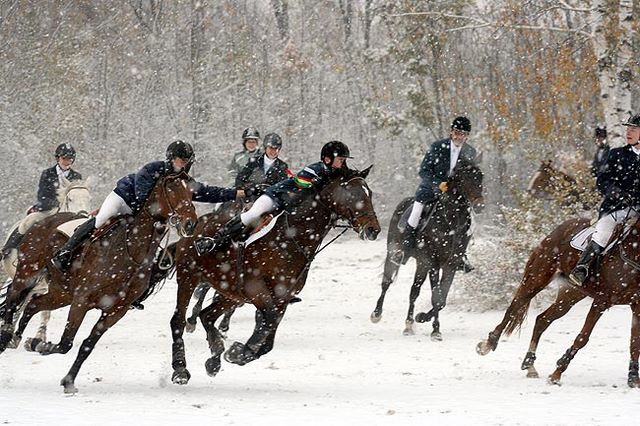
Fuchsschwanzgreifen in Polen, 2006

Der Fuchsschwanz kann an die Schulter des Fuchs geheftet werden. Nach dem Hornsignal „Jagd frei“ überholen die Reitenden den Master und versuchen, die Lunte zu greifen. Der Fuchs kann durch Tempowechsel und Wenden ausweichen. Der Jäger oder die Jägerin reißt dem „Fuchs“, von der linken Seite kommend, den Fuchsschwanz mit der rechten Hand von der Schulter ab. Der „Fuchs“ gilt als erlegt und die Jagdreitenden rufen zweimal „Halali“. Wenn es zu lange dauert, kann der Fuchs den Fuchsschwanz auf den Boden werfen. Wer die Lunte zuerst aufhebt, hat sie gewonnen.

### Fuchsschwanz an einem Busch
Der Fuchsschwanz kann am Ende der letzten Galoppstrecke an einen Busch gebunden werden – dann erwischt ihn der Reitende, der ihn rechtzeitig sieht und als erster vom Pferd aus geschickt zugreifen kann. Diese Variante ist besonders fair: Da die Reitenden im schnellen Jagdgalopp plötzlich vom Fuchsschwanz überrascht werden, gibt es weder Gedränge noch einen Schlussspurt. Die Ersten haben keineswegs die besten Chancen, die Trophäe zu bekommen.

### Fuchsschwanz an einer quer gespannten Leine
Als weitere Variante kann der Fuchsschwanz an einer quer gespannten Leine auf einem Stoppelacker aufgehängt werden. Am Ende der Jagd versammeln sich alle Reiter/-innen und werden in mehrere ungefähr gleich große und gleich schnelle Gruppen eingeteilt (Ponys, Warmblüter, Vollblüter). Die Gruppen stellen sich nacheinander an den Start, galoppieren auf ein Zeichen hin los und versuchen den Fuchsschwanz zu greifen. Bei dieser Variante werden mehrere Fuchsschwänze verteilt.

## Hubertusjagd

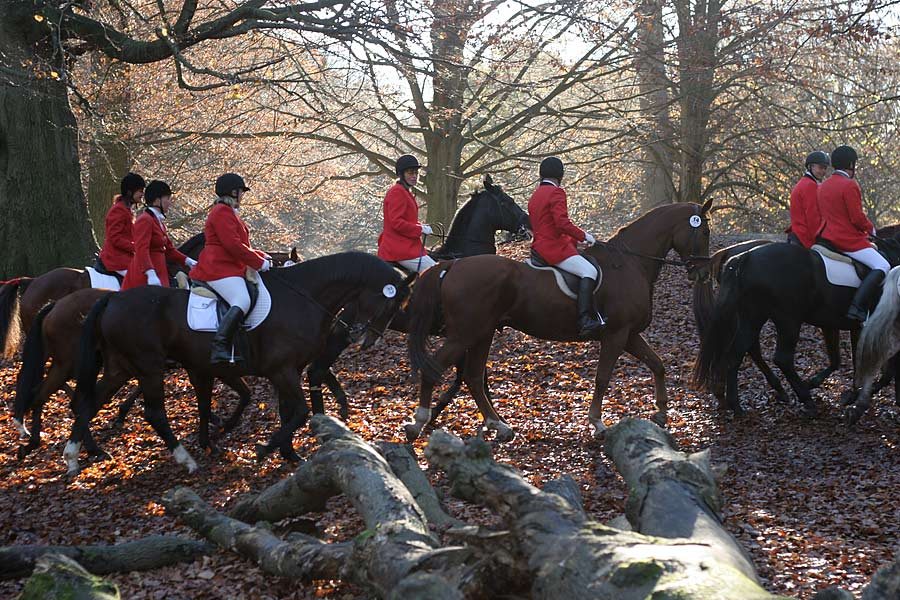
Hubertusjagd, Kopenhagen, 2004

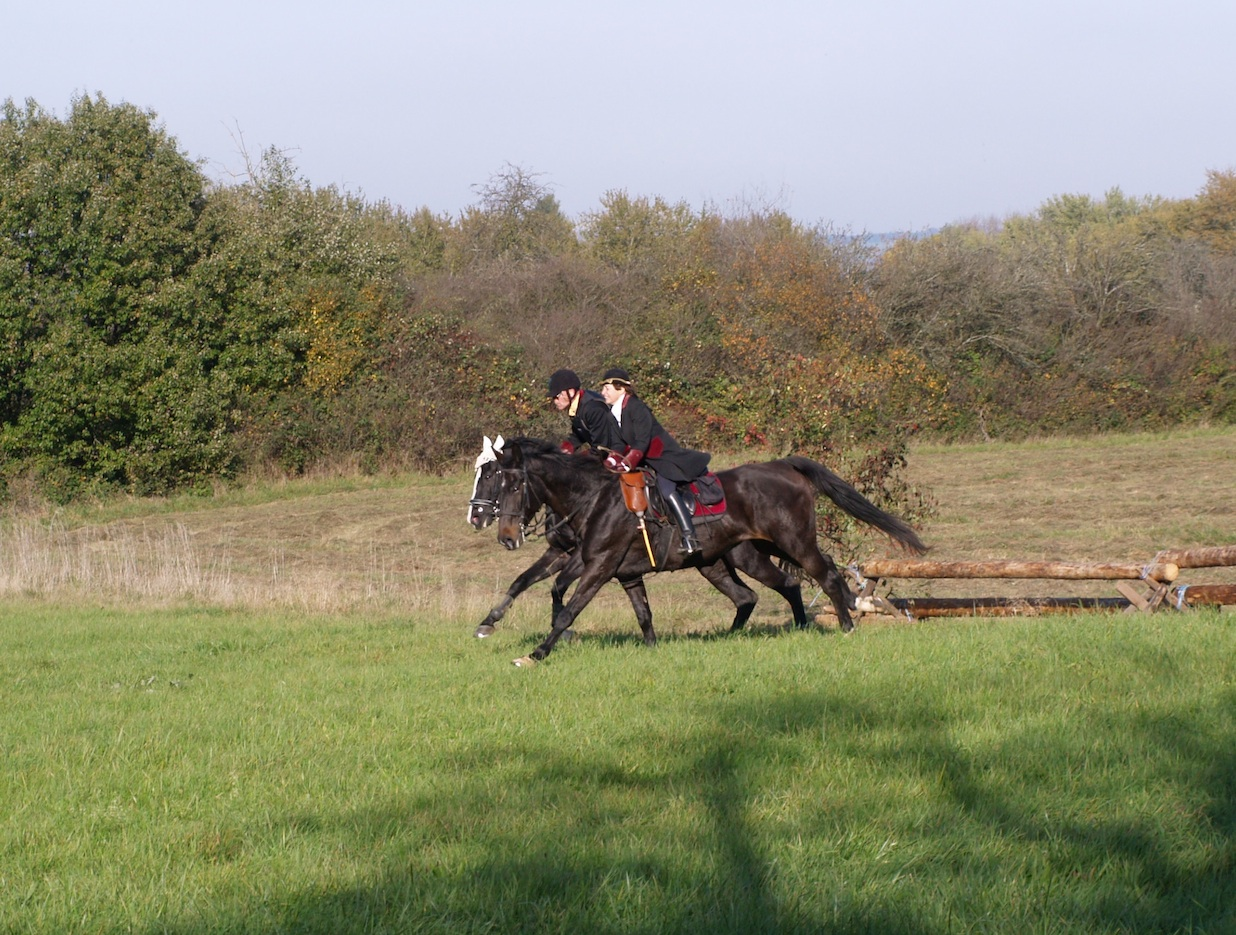
Schleppenlegerin wird von ortskundigem Führer begleitet, 2008

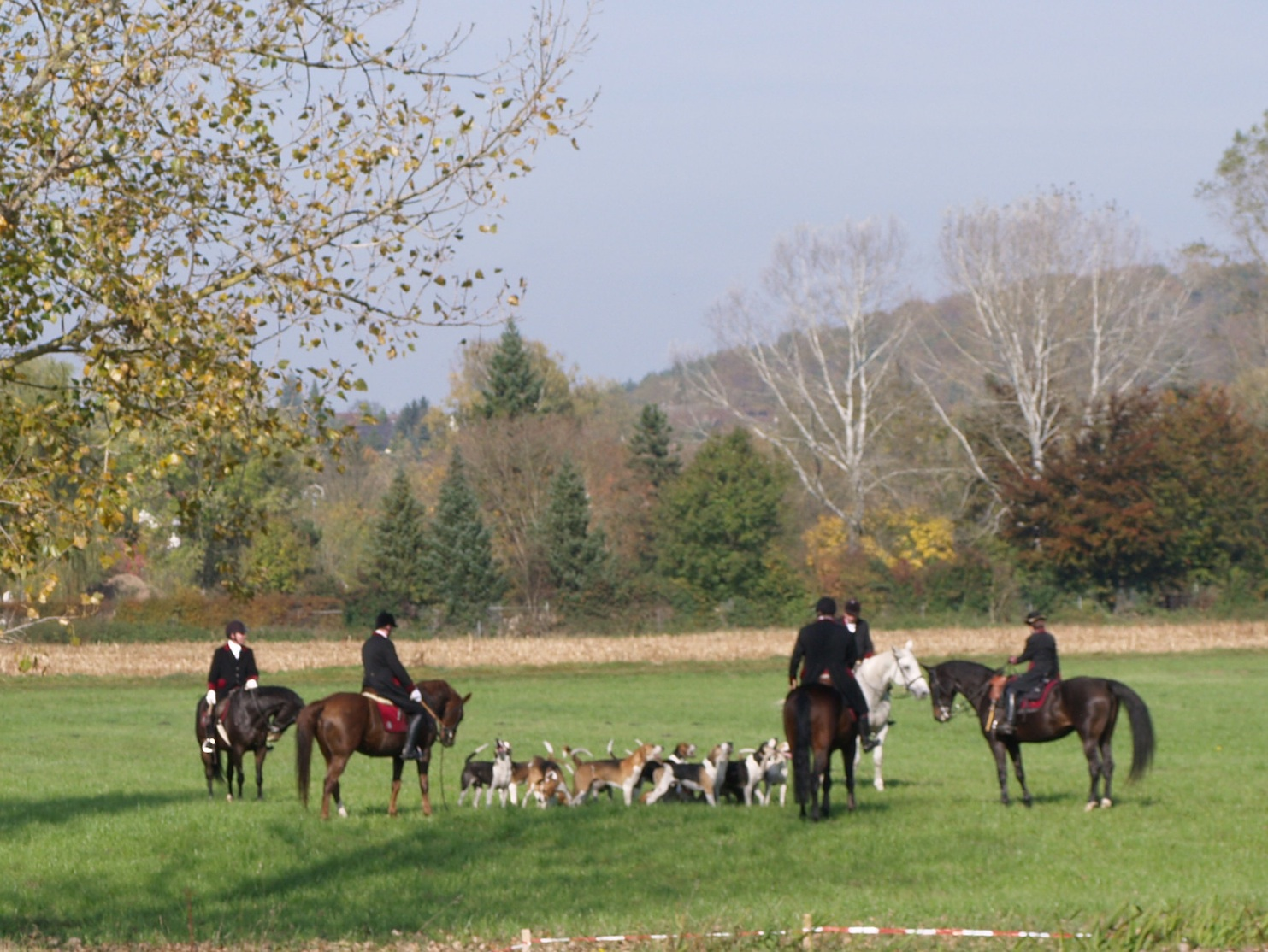
Piköre halten eine Français-tricolore-Meute bei einem Stopp im Kreis, sie tragen Jagdröcke in Meutenfarben

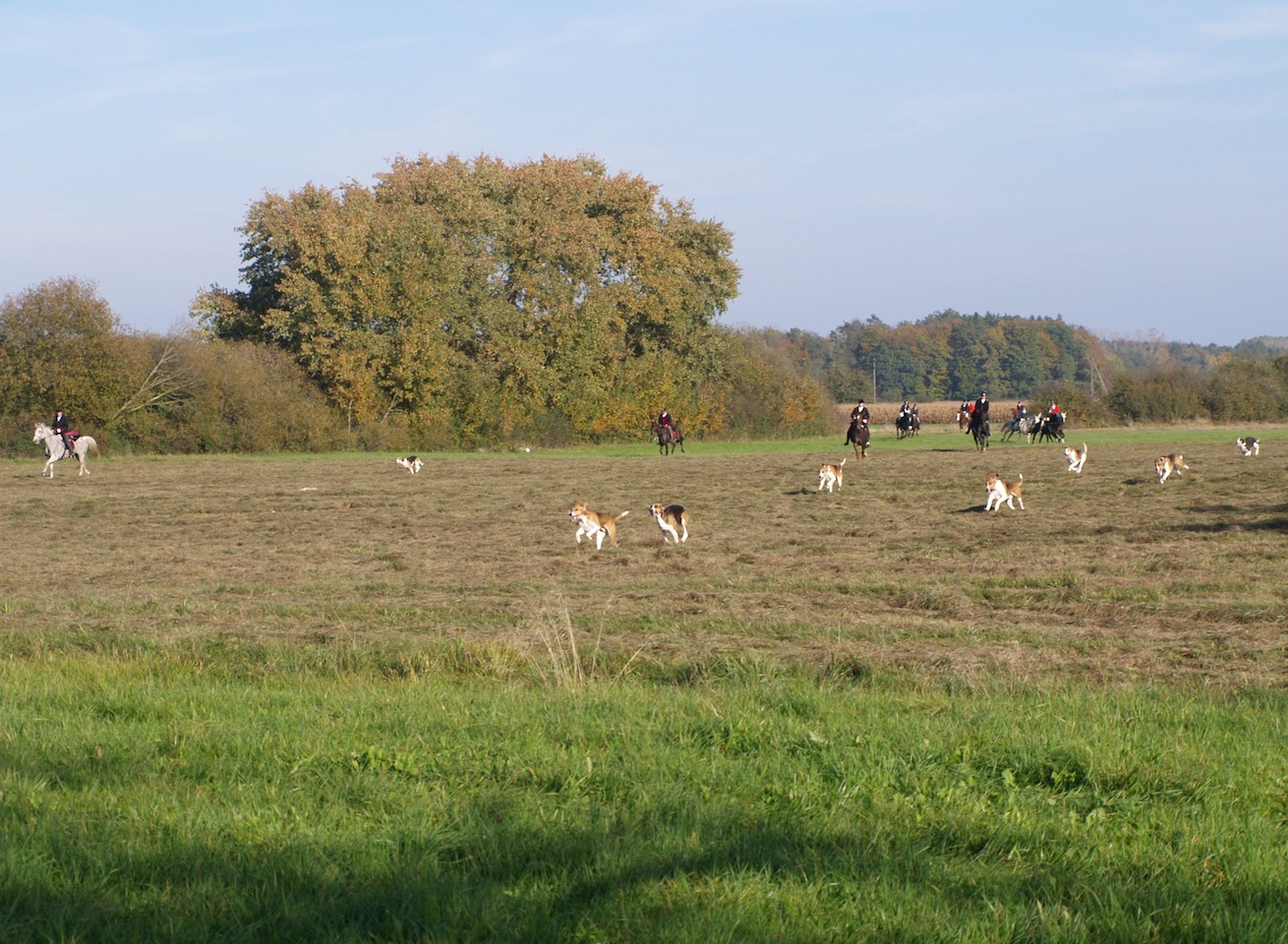
Piköre begleiten Meute auf Schleppe, hinten folgt das Feld

Unter einer Hubertusjagd wird in Deutschland eine Jagd verstanden, die am Hubertustag, dem 3. November, abgehalten wird. An diesem Tag werden besonders viele Fuchs- und Schleppjagden durchgeführt. Den Brauch, am Hubertustag eine Reitjagd oder Reiterspiele abzuhalten, stammt wahrscheinlich aus Deutschland oder Belgien, und hat sich in einige andere nordeuropäische Länder verbreitet. Beispielsweise hat auf Dänisch und Schwedisch „Hubertusjagt“ beziehungsweise „Hubertusjakt“ die Bedeutung der Reitjagd ohne Hunde, wohingegen „Fuchsjagd“ in der jeweiligen Landessprache die Parforcejagd meint. Nicht in allen Ländern ist die Schleppjagd bekannt, so dass in diesen Ländern häufig von einer Parforcejagd ausgegangen wird, sobald Hunde im Spiel sind.
In Dänemark wird bei der traditionellen Hubertusjagd der Fuchs durch zwei Reitende ersetzt, die einen Fuchsschwanz an die Schulter geheftet haben. Sowohl Männer als auch Frauen reiten im roten Rock. Es gibt eigene Vereine, die den Brauch der dänischen Hubertusjagd pflegen. Auch in Schweden gibt es am Hubertustag große Veranstaltungen mit teilweise über 100 Reitenden. Bei den Hindernissen werden einfachere Alternativen angeboten. In Polen hat sich die Verehrung des heiligen Hubertus im 18. Jahrhundert eingebürgert, erste Hubertusjagden wurden aber erst nach dem Ersten Weltkrieg durchgeführt. Sie haben den Charakter von Reiterspielen und werden meist auf einer großen Wiese durchgeführt, damit die Zuschauer eine gute Sicht haben. Der Master führt das Jagdfeld an, wenn er die Jagd mit dem Ruf „Fuchs“ freigibt, beginnt das Fuchsschwanzgreifen. Die Rolle des Fuchses spielt der Sieger oder die Siegerin des Vorjahres mit einem Fuchsschwanz am linken Arm.

## Besonderheiten der Schleppjagd mit Meute
Schleppjagden sind viel seltener als Fuchsjagden, da die Haltung der Hundemeuten sehr aufwändig ist. Eine Meute geht im Durchschnitt ungefähr ein Dutzend Schleppjagden in der Saison.

### Ablauf einer Schleppjagd

#### Schleppe
Bei der Schleppjagd verfolgt die Hundemeute eine Duftspur (Schleppe). Ein Mitglied der Equipage übernimmt die Rolle des Fuchses und legt die Spur.
Nachdem die Schleppe gelegt wurde, reitet man nicht mehr über die Spur, bis die Hunde vorbei sind, da die Hunde dazu neigen, der frischesten Spur zu folgen. Die Meute wird von den Pikören der Equipage begleitet. Mit etwas Abstand folgen die Reitenden dem Master in verschiedenen Feldern und überqueren dabei die Hindernisse.

#### Meute
Jede Meute ist trainiert auf eine bestimmte Art von Schleppe, Scent genannt. Das können die Trittsiegel des Fuchs-Pferdes sein, oder eine Duftstofflösung, welche der Fuchs aus einem Kanister an seinem Sattel tropfen lässt (siehe Bild mit Schleppenlegerin). Als Schlepplösung wird Wasser mit einigen Tropfen Duftstoff, beispielsweise Heringslake, Terpentin, Pansenlauge oder Anis verwendet. Der Vorteil des künstlichen Scent ist, dass es kein üblicherweise vorkommender Geruch ist, die Hunde also nicht so leicht von ähnlichen Düften abgelenkt werden. Für eine auf Trittsiegel trainierte Meute muss dafür kein Kanister mitgenommen werden. Traditionell wurde Fuchslosung verwendet, die zur Erzeugung des Scent in Wasser aufgelöst wurde. Dazu wurde am Kennel zusätzlich zu den Hunden separat ein Fuchspaar gehalten.
Häufig werden English Foxhound, Français tricolore, Beagles und Harrier verwendet. Die Meute gehört zu einem Meutenverein, oder einem privaten Meutenhalter, der die Hunde züchtet, ausbildet und sich das ganze Jahr um die Hunde kümmert. Die Meutenhunde werden in Gruppen in Zwingern gehalten. Die Equipage trägt während der Jagd die Verantwortung für die Hunde. Wenn ein Hund dennoch zurückbleibt und ins Feld gerät, besteht die Gefahr, dass der Hund zwischen die Pferdebeine gerät. Fast alle Pferde vermeiden es von sich aus, auf einen Hund oder einen Menschen zu treten, solange sie nicht auf der Flucht sind. Bei der Ausbildung der Meute wird lautes, geschlossenes und schnelles Jagen angestrebt. Die Fremdhundesicherheit sowie die Spurtreue werden trainiert. Spurtreu heißt, dass die Meute die gewünschte Schleppe verfolgt und sich nicht von Wildspuren ablenken lässt, die immer wieder die Jagdstrecke kreuzen.

#### Aufbruch zur Jagd und Schleppen
Es wird im Schritt losgeritten, bis die Pferde warm sind. Auf geeignetem Gelände wird die erste Schleppe für die Hunde gelegt. Die Hunde werden von den Pikören noch im Kreis zusammengehalten, indem sie ihre Hetzpeitschen hin und her bewegen und damit einen imaginären Zaun um die Meute bilden. Wenn der Fuchs genügend Vorsprung hat, werden die Hunde frei gelassen und folgen mit Geläut (Bellen) der Schleppe. Wenn die Hunde sicher auf der Schleppe sind, wünschen sich die Reiter gegenseitig gute Jagd, und das Feld folgt den Hunden. Da Meutehunde sehr schnell sind, wenn sie einer Spur folgen, wird eine Schleppe im zügigen Jagdgalopp geritten, solange das Gelände es zulässt. Auf der Schleppe befinden sich die Hindernisse. Am Ende der Schleppe, die je nach Gelände ein bis drei Kilometer lang ist, sammeln die Piköre die Hunde wieder in einem Kreis und die Hunde bekommen Wasser (Stopp). Nach kurzen Schrittpausen folgen dann die weiteren Schleppen.

#### Halali und Curée
Am Ende der Jagd auf dem Halali-Platz ziehen die Reiter/-innen den rechten Handschuh ab, schütteln sich gegenseitig die Hand und sagen dazu „Halàli Halàli“. Ursprünglich wurde nur mit dem Handschuh gewinkt, was den Vorteil hatte, Unfälle durch z. B. schlagende Pferde zu vermeiden. Die Teilnehmenden stellen sich im Kreis um die Hunde und den Jagdherrn, der noch einige Worte zum Jagdtag spricht. Danach steigen die Reiter/-innen zum Dank an die Hunde ab, die männlichen Reiter ziehen die Kappe und die Hunde erhalten ihr Curée, meistens einige Rinderpansen. Jeder Reitende bekommt vom Jagdherren oder der Jagdherrin einen Bruch mit den Worten „Waidmannsheil“ gereicht und nimmt ihn mit „Waidmannsdank“ entgegen. Vor dem Hubertustag werden meist Eichenbrüche, nach dem Hubertustag dagegen Fichtenbrüche verteilt. Die Jagdhornbläser blasen zusätzlich zum „Fuchs tot“ und „Halali“ auch noch das „Curée“. Danach können die Reitenden wieder aufsitzen und nach Hause reiten und ihre Pferde und Hunde versorgen.

### Schleppjagden in anderen Ländern

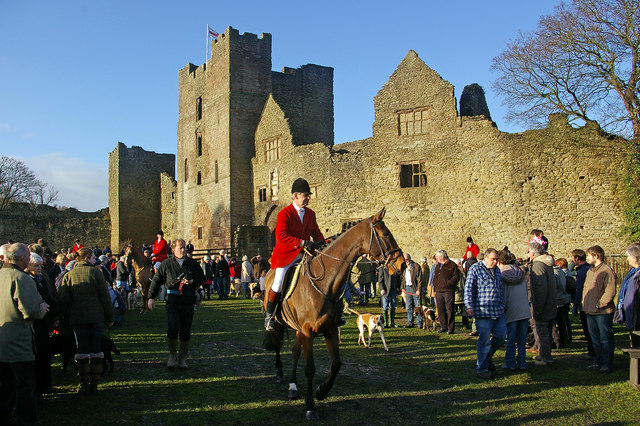
Schleppjagd in England, 2009

Auch in England, Schottland, Wales, Irland, Frankreich, Polen, Amerika, Ungarn, Italien, Österreich und den Niederlanden werden Schleppjagden betrieben. In der Schweiz gibt es dagegen keine Schleppjagdmeute und es werden keine Schleppjagden veranstaltet.
In Großbritannien werden für Schleppjagden vorwiegend Foxhounds und Bloodhounds verwendet. Der Fuchs startet ungefähr 20 Minuten vor dem Feld und legt die Schleppe mit einem mit Duftstoff getränkten Kaninchenfell, das hinterher geschleppt wird. Die Bloodhounds folgen den Trittsiegeln des Fuchs. Foxhounds sind schneller, Bloodhounds hingegen spurtreuer und fallen außerdem durch ihre imposante Erscheinung auf. Die Meute wird vom Huntsman und den Pikören geführt. Es werden meist acht bis 15 Koppeln (Hundepaare) verwendet, während bei der traditionellen Fuchsjagd typischerweise 17 Koppeln verwendet werden.
Es werden zwischen drei und sechs Schleppen gelegt, die je nach Gelände zwischen drei und acht Kilometern lang sind. Je nach Befinden von Pferd und Reiter/-innen kann zwischen den Schleppen die Jagd abgebrochen werden, wohingegen in Deutschland meist nur bei der großen Pause eine günstige Gelegenheit ist, die Jagd abzubrechen.
Die Jagdregeln sind gleich wie in Deutschland, zusätzlich werden junge Pferde, deren Verhalten im Jagdfeld noch nicht abschätzbar ist, mit einer grünen Schleife im Schweif gekennzeichnet. Auch ist der Dresscode je nach Meute komplizierter als in Deutschland, da nicht nur die Farbe des Rockes, sondern zusätzlich noch Farbe der Knöpfe und des Kragens vorgegeben sind. Tweed-Jacketts sind für die meisten Gelegenheiten passend.

## Geschichte des Jagdreitens

### Fürstliche Parforcejagd 17. und 18. Jahrhundert
Die Parforcejagd ist die Hetzjagd mit Hunden und Pferden auf lebendes Wild. Im 17. und 18. Jahrhundert wurde sie mit großem Prunk vom hohen Adel ausgeübt. Die fürstliche Parforcejagd kam durch die napoleonischen Kriege in Deutschland und Österreich zum Erliegen und es dauerte fast ein halbes Jahrhundert, bis es wieder zahlreiche Meuten gab. In Deutschland wurden in der 2. Hälfte des 19. Jahrhunderts die Parforcejagden von den Schleppjagden abgelöst. Mit dieser neuen Jagdform hat sich eine deutsche Jagdtradition entwickelt.

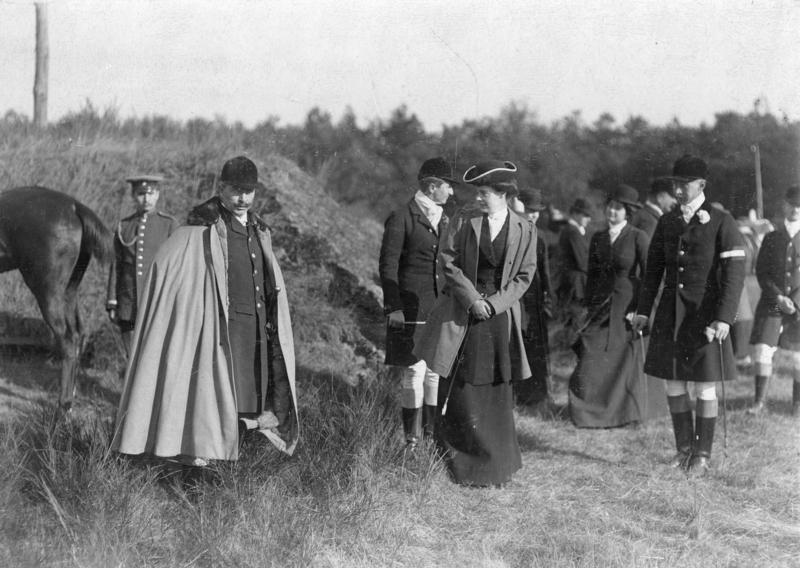
Kastenjagd als Vorläufer der Schleppjagd, 1908

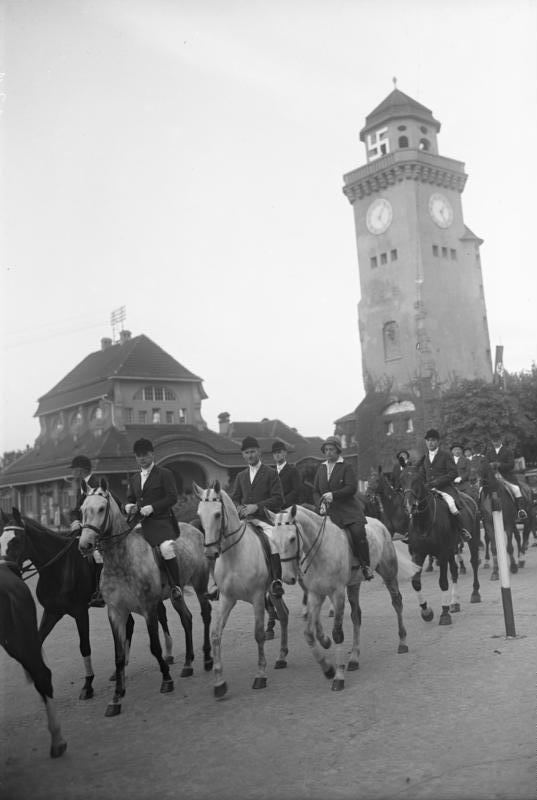
Aufbruch zur Schleppjagd, Berlin, 1932

### Ursprünge der Schleppjagd in Großbritannien
In Großbritannien wurden die Hundemeuten durch Kriege nicht in diesem Maße beeinträchtigt. Der Ursprung der Schleppjagd liegt daher in Großbritannien. Eine traditionelle englische Fuchsjagd besteht aus stundenlangem Warten, bis die Hunde einen Fuchs ausfindig gemacht haben, dann folgt ein schneller Galopp mit vielen Sprüngen von einer Weide auf die nächste, bis der Fuchs entweder gestellt wird oder entwischt. Eine solche Verfolgung dauert meist nicht länger als eine halbe bis eine ganze Stunde. Dann muss wieder gewartet werden, bis die Hunde vielleicht noch einen weiteren Fuchs aufstöbern. Insgesamt geht ein solches Jagdmeeting ungefähr sechs Stunden. Wenn bei einer solchen Jagd schon mehrere Stunden verstrichen sind und die Hunde noch keinen Fuchs aufgestöbert haben, dann wünschen sich die zahlenden Jagdgäste einen schnellen Galopp. In einer solchen Situation konnte ein Pikeur unauffällig eine Schleppe zu einem Gebüsch legen und dort warten. Die Hunde wurden losgelassen, die Jagdgäste bekamen ihren Galopp und wenn die Jagd bei dem Dickicht endet, sagte der Pikeur, dass der Fuchs leider im Bau verschwunden sei. Auch zum Einjagen der Hunde wurden Schleppen gelegt. Eine reine Schleppjagd-Meute wurde 1855 in Cambridge gegründet. Seit dem Verbot der traditionellen Fuchsjagd in Großbritannien hat sich die Zahl der Schleppjagdmeuten ungefähr verdoppelt.

### Meuten in Deutschland und Österreich im 19. Jahrhundert
Die neugegründeten deutschen und österreichischen Meuten in der zweiten Hälfte des 19. Jahrhunderts waren vorwiegend klein, sportlich und zweckorientiert. Sie waren in der Hand des Landadels, des Militärs und zunehmend des erstarkenden Bürgertums. Die Parforcejagd in der freien Landschaft war im dichtbesiedelten Deutschland des 19. Jahrhunderts kaum mehr möglich. Daher wurden meist mehrere Schleppen auf geplanten Routen gelegt, bevor zum Abschluss Kastenwild ausgesetzt wurde, das die Hunde in einem letzten Run stellten. Kastenwild war Wild, das in einem Kasten transportiert wurde. Es wurde entweder in einem Wildpark aufgezogen, oder im Voraus eingefangen.
1867 veranstaltete das Militärreitinstitut Hannover mit seiner Fox Hound Meute Schleppjagden. 1886 gründeten Offiziere den Hamburg-Wandsbeker Schleppjagdverein. In Hannover wurden vor dem Ersten Weltkrieg Schleppen zur Ausbildung von Offizieren gelegt. Die Kavallerie betrachtete die Jagd als sportliches Training für den Krieg. Diesem Bedürfnis kam die Schleppjagd entgegen: die Strecke war auf engem Raum planbar und konnte durch entsprechende Hindernisse beliebig schwer gestaltet werden.

### Erster Weltkrieg, Weimarer Republik und Nationalsozialismus in Deutschland und Österreich
Während des Ersten Weltkriegs erlosch die Jagdreiterei und nur wenige Hunde überstanden den Krieg. Zwischen den Kriegen wurden zwar viele Meuten gegründet, die Kastenjagden setzen sich aber wegen der hohen Kosten nicht mehr durch. Stattdessen wurden in der Weimarer Republik vorwiegend Schleppjagden geritten.
Die Nationalsozialisten brandmarkten die Parforcejagd als ein Privileg des Adels. Verboten wurde die Parforcejagd auf lebendes Wild in Deutschland auf Initiative von Hermann Göring am 3. Juli 1934. Nach dem Anschluss wurde 1939 das Verbot auf Österreich ausgedehnt. Bernd E. Ergert, Direktor des Deutschen Jagd- und Fischereimuseums in München, sagt zu dem Verbot: „Die Adligen waren sehr erbost, aber sie konnten wegen des totalitären Regimes nichts dagegen unternehmen.“

### Zweiter Weltkrieg und Nachkriegszeit in Deutschland und Österreich

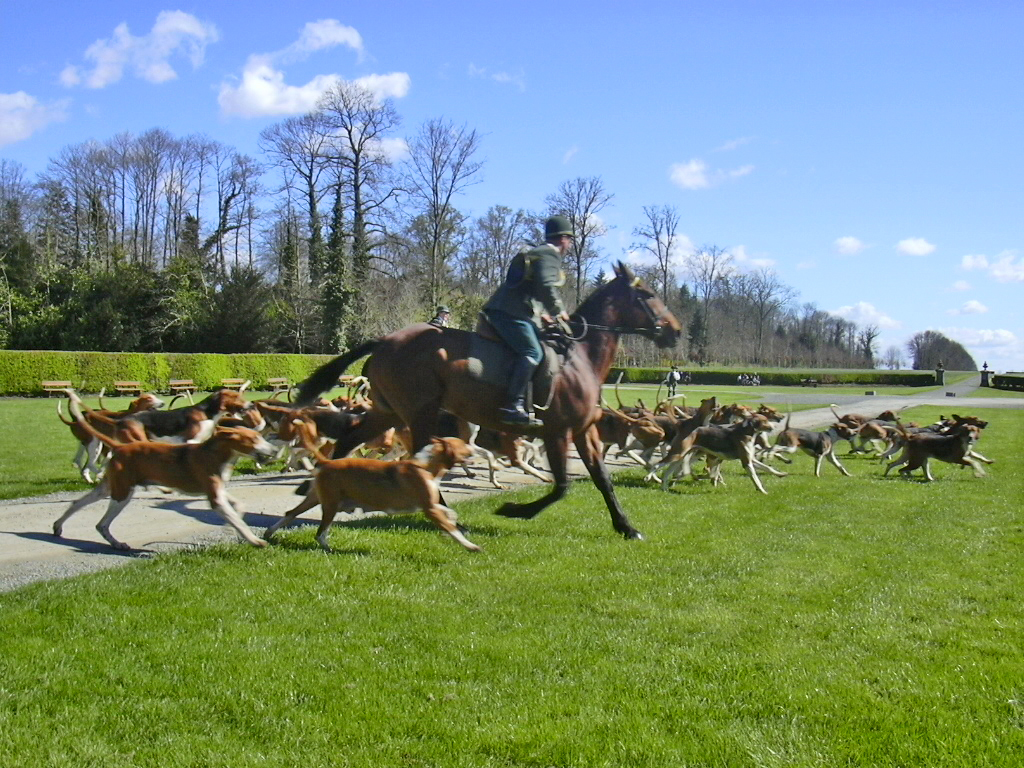
Französische Meute: Français Tricolores

Durch den Zweiten Weltkrieg wurde die Jagdreiterei erneut beendet. Wenige Meutenhunde überlebten den Krieg und wurden nach dem Krieg von den britischen und französischen Besatzungstruppen übernommen. Während der Besatzungszeit ritten die Briten Parforcejagden in der Lüneburger Heide, in der Gegend von Osnabrück und betrieben in der Senne eine Bloodhound-Meute. Die Franzosen jagten in der Zeit von 1949 bis 1952 in Württemberg (Rallye Wurtemberg mit 25 Koppeln Angelo-Poitevins auf Hirsche, Kennels bei Tübingen). Das Bundesjagdgesetz, das 1953 in Kraft trat, beendete die Parforcejagden der Besatzer.
An Schleppjagden hatten die Briten und Franzosen kaum Interesse, und nicht wenige ehemalige Besatzer-Hunde gingen in die sich langsam wieder neu gründenden deutschen Meuten ein: 1948 Hamburger Schleppjagdverein (Foxhounds), 1951 Niedersachsenmeute (Foxhounds), 1952 Rheinisch-Westfälischer Schleppjagdverein (Foxhounds), 1957 Beagle-Meute Lübeck, 1960 Cappenberger Meute (Foxhounds). Die Bloodhound-Meute in der Senne ging in deutschen Privatbesitz über. Nach dem Krieg kamen die einfachen Fuchsschwanzjagden ohne Meute auf. 1979 gab es in Westdeutschland wieder 14 Meuten und rund 60 000 Teilnehmende an Fuchs- und Schleppjagden.

### Wiedervereinigung von Deutschland

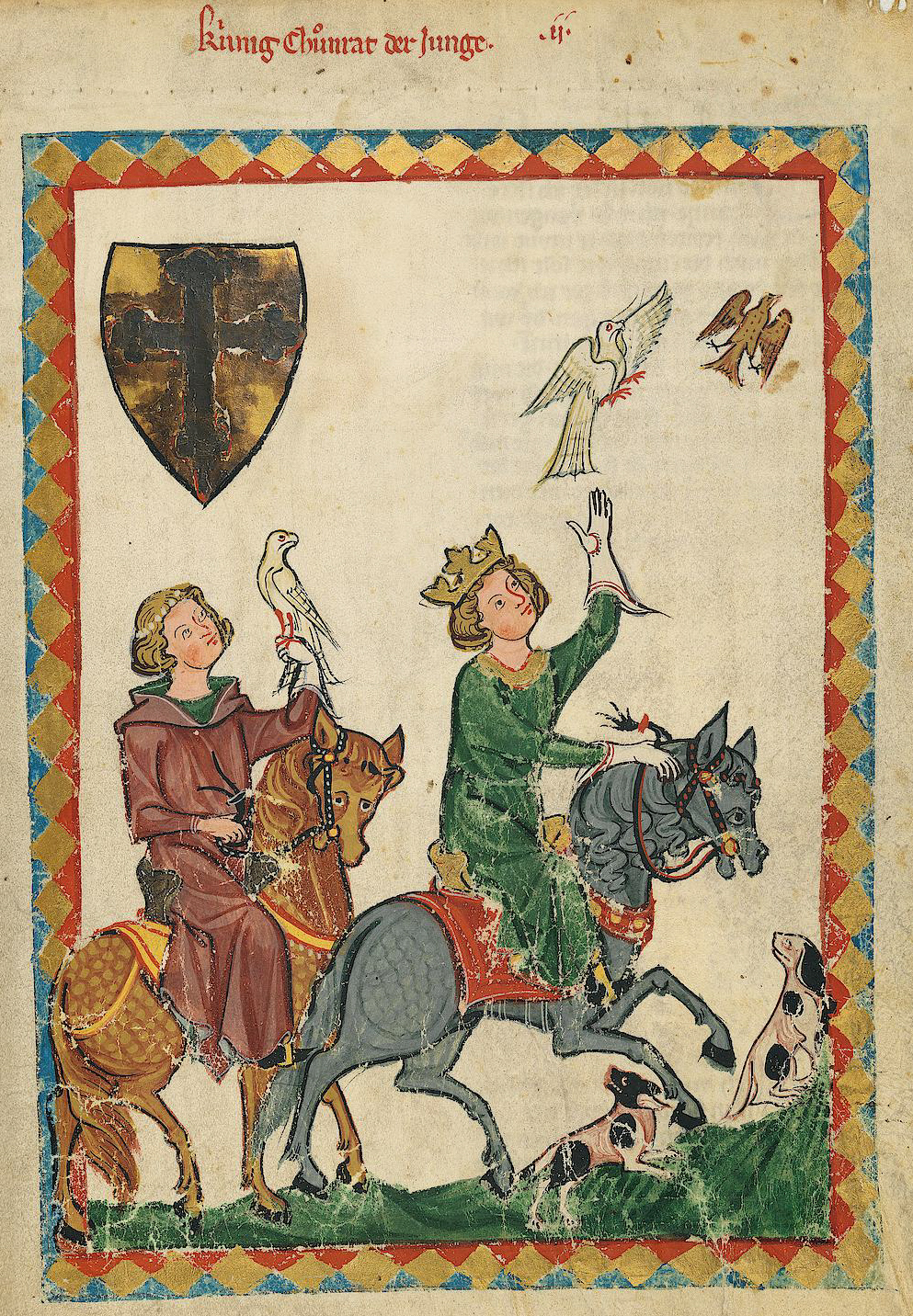
Konradin von Hohenstaufen bei der Beizjagd (Miniatur im Codex Manesse, um 1305–1340)

In der DDR gründeten sich bis zur Wiedervereinigung keine Meuten, da die dortigen Machthaber dies mit Anordnungen und gesetzlichen Regelungen verhinderten. Ab 1990 jagten die Black Forest Beagles als „Brandenburger Meute“ in Brandenburg. Sie waren durch Teilung der Odenwald-Beagle-Meute entstanden. 1999 gründete sich die Geiseltal-Beagle-Meute mit den Hunden der Odenwald-Beagle-Meute und 2003 gründete sich die Mecklenburger Meute (Foxhounds). Von 2006 bis zur COVID-19-Pandemie in Deutschland fand hinter der Mecklenburger Meute alljährlich eine Prominentenjagd statt, zunächst unter dem Titel „Rügen Cross Country“ und ab 2015 unter dem Tite „Usedom Cross Country“. Jagdherr ist der Schauspieler Till Demtrøder. Zum Gedenken an den Mauerfall vor 25 Jahren fand am 30. September 2015 am Schloss Tegel mit Jagdherr Andreas Frädrich erstmals eine grenzüberschreitende Schleppjagd mit der Niedersachsenmeute statt, bei der mehrere Kilometer des ehemaligen Todesstreifens zwischen dem Tegeler Forst auf Berliner Seite und der Stolper Heide auf Brandenburger Seite überwunden wurden.
Seit 2000 kann das Jagdreitabzeichen Stufe I und Stufe II erworben werden. Stufe I ist die Grundstufe. Stufe II befähigt zum Einsatz als Pikör im springenden Feld.
2023 gab es in Deutschland 19 Meuten, die sich in der Deutschen Schleppjagdvereinigung zusammengeschlossen haben und die Tradition der Schleppjagd pflegen.

## Falknerei zu Pferd
Die Beizjagd zu Pferde hat eine lange Tradition, sie wurde vom Mittelalter und bis in heutige Zeit ausgeübt. Der Falke wird üblicherweise auf der linken Hand getragen, es muss also einhändig geritten werden, was eine gute Ausbildung von Reiter/-innen und Pferd voraussetzt.

## Bogenreiten
Eine andere Art des Jagdreitens ist das Bogenreiten, beziehungsweise das berittene Bogenschießen. Dabei wird mit Pfeil und Bogen vom Pferd aus, auch aus dem Galopp, geschossen. In der Vergangenheit waren Reitervölker mit Kompositbögen, wie die Skythen, Hunnen, Göktürken und Mongolen erfolgreich gegenüber gepanzerten europäischen Rittern. Auch die Jagd wurde vom Pferd aus mit Bögen ausgeübt.
Außer dem japanischen Yabusame geriet das berittene Bogenschießen zu Beginn des 20. Jahrhunderts in Vergessenheit. In den 1980er Jahren wurde das berittene Bogenschießen in Europa als sportlicher Wettkampf wiederentdeckt.

## Schnitzeljagden
Es gibt auch Schnitzeljagden mit Pferd, die den Schweizer Patrouillenritten ähnlich sind. Schnitzeljagden stehen meist nicht in der Jagdtradition und gehören zu den Reiterspielen.

### Aktive Meuten
- Hamburger Schleppjagdverein (HSJV): www.hsjv.com
- Badische Dragoner Meute: www.badische-dragoner-meute.de